# Coelioxys subhamata
Coelioxys subhamata är en biart som beskrevs av Holmberg 1916. Coelioxys subhamata ingår i släktet kägelbin, och familjen buksamlarbin. Inga underarter finns listade i Catalogue of Life.